# Chiến tranh giành độc lập Colombia

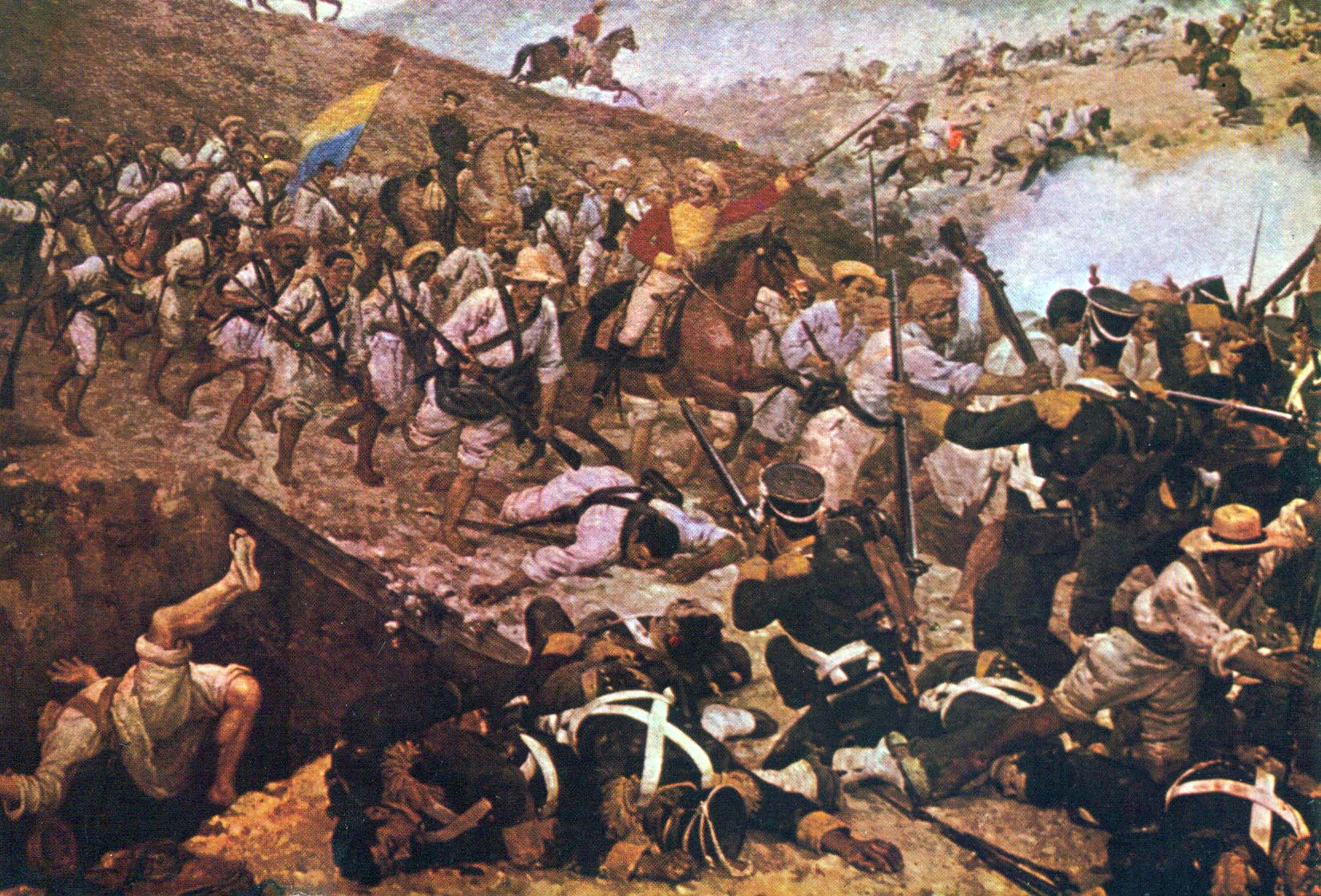
Trận Boyacá trong Chiến tranh giành độc lập ở Colombia, Venezuela, Ecuador và Panama chống lại Tây Ban Nha (Boyacá, Colombia, 1819). Tranh của Martín Tovar y Tovar được trưng bày tại Cung điện Liên bang, Caracas.

Chiến tranh giành độc lập Colombia bắt đầu giống như hầu hết các nền độc lập khác của các thuộc địa Tây Ban Nha ở Mỹ, vì vào thời điểm đó, Tây Ban Nha đang trải qua một cuộc khủng hoảng về thể chế.
Quá trình độc lập bắt đầu với một số tổ chức và thành tựu, ban đầu được dẫn dắt bởi Antonio Nariño và Camilo Torres Tenorio. Trước mắt, sự độc lập được lãnh đạo bởi Simón Bolívar và Francisco de Paula Santander, trong Trận Boyacá dài, bắt đầu vào năm 1810 và cuối cùng kết thúc thành công vào năm 1819. Lãnh thổ của Phó vương quốc New Granada trở thành một Cộng hòa, được gọi là Đại Colombia, để vinh danh nhà hàng hải Cristoforo Colombo. Tổng thống đầu tiên của đất nước mới là Simón Bolívar.
Vào năm 1780, tại Khu vực Phó vương quốc Tân Granada (Colombia), một trong những biểu hiện mạnh mẽ nhất trái với các chính sách đô thị đã xảy ra. Phong trào được kích hoạt bởi việc áp dụng các khoản thanh toán thuế hàng năm mới. Khoảng 30 nghìn người đã tập trung tại thành phố Socorro, với phương châm "Sống lâu với nhà vua và dưới chính quyền tồi tệ". Một phương châm như vậy chứng tỏ rằng giới tinh hoa thuộc địa chỉ hướng các phong trào đối lập theo cách mà Vương miện đang cai trị, nhưng không chống lại chính Quân chủ.
Các cuộc nổi loạn yêu cầu loại bỏ các loại thuế mới, giảm thuế hàng năm và alcabala (thuế đánh vào việc bán hàng hóa). Họ đã đánh bại quân đội hoàng gia và thành lập một Hội đồng lâm thời. Tuy nhiên, sau đó, các vương quốc đã giải tán phiến quân và xử tử thủ lĩnh của phong trào, nông dân Jose Antonio Galán.